# NGC 2646
NGC 2646 je galaksija u zviježđu Žirafi.

## Vanjske poveznice
- SEDS: NGC 2646